# Drosophila neoperkinsi
Drosophila neoperkinsi är en tvåvingeart som beskrevs av Elmo Hardy och Kenneth Y. Kaneshiro 1968. Drosophila neoperkinsi ingår i släktet Drosophila och familjen daggflugor.
Artens utbredningsområde är Hawaii.